# Nethinius longipennis
Nethinius longipennis är en skalbaggsart som beskrevs av Leon Fairmaire 1902. Nethinius longipennis ingår i släktet Nethinius och familjen långhorningar.
Artens utbredningsområde är Madagaskar. Inga underarter finns listade i Catalogue of Life.